# NGC 3603-A1
نجم ثنائي إن جي سي 3603 في الفلك (بالإنجليزية : NGC 3603-A1) هو نجم ثنائي يتكون من نجم عملاق إن جي سي 3603 إيه-1أ ونجم عملاق آخر إن جي سي 3603 إيه-1ب ويبعدان عن الأرض نحو 20.000 سنة ضوئية. يدور النجمان حول مركز ثقلهما كل 8و3 أيام. تبلغ كتلة إن جي سي 3603 إيه-1أ 116 ± 31
كتلة شمسية وتبلغ كتلة الآخر 89 ± 16 كتلة شمسية.
تلك الكتلتان العظيمتان تجعل النجمين من أكبر النجوم التي حددت كتلها عن طريق تطبيق قوانين كبلر الخاصة بحركة الكواكب. ويتميز كلا النجمان بطيف انبعاث من فئة WN6h. اكتشف النجمان من مجموعة باحثين في جامعة مونتريال وقامت المجموعة بتعيين كتلتيهما.

## خصائص النظام
- مطلع مستقيم=11سا 15د 09.1ث
- ميل=−61° 16′ 17″
- الكتلة=116.0 (أ)[2] / 89.0 (ب)[2] كتلة شمسية
- نصف القطر = (أ)[2] ?/ ? (ب)[2] نصف قطر شمسي
- تصنيف نجمي: WN6h+WN6
- قدر ظاهري : 9.1
- بعده عنا: 20.000 سنة ضوئية
- دورة النجمين حول بعضهما: 3.77 يوم [2]
- الميل بالنسبة لمستوي المجرة: 71° [2]
- ضياء (النظام)= 100,000 ضياء شمسي
- درجة الحرارة : ?